# Палітра

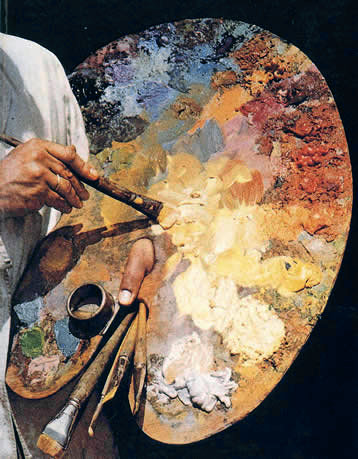
Палітра для олійних фарб

Палі́тра (від фр. palette — «пластинка», прикінцеве -тра може бути пояснене впливом слова «макітра») — зазвичай прямокутна чи овальна пластина з отвором для утримання пальцем, призначена для змішування олійних фарб художником при роботі над картиною чи ескізом.
У переносному значенні — це набір фарб, що використовує художник. Палітра може бути багатою чи обмеженою, залежно від художніх завдань, що поставив живописець.

## Матеріали палітри художника
- дерево і фанера
- порцеляна
- фаянс
- картон (іноді)
- пластмаси
- метали (мідь, залізо тощо). У Лондоні наприкінці 18 століття найкращий учень Королівської академії мистецтв міг отримати палітру, виготовлену з срібла в подяку за художні успіхи.

## Зображення на картинах

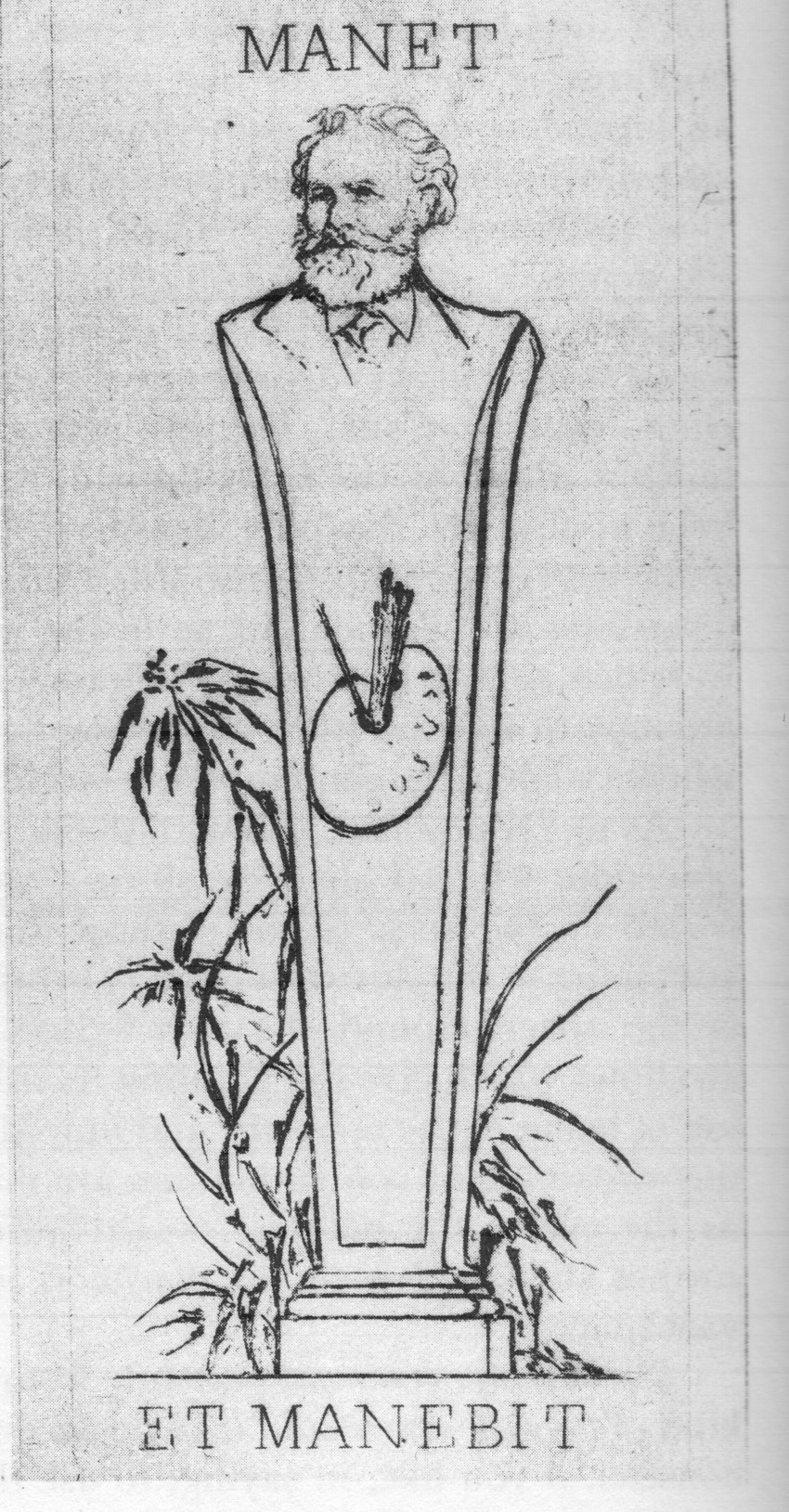
Худ. Фелікс Бракмон(Bracquemond),екслібрис для бібліотеки Едуарда Мане, гравюра

Вона давно улюблениця художників і скульпторів. Існує безліч автопортретів і портретів художників з палітрою в руці. Палітра давно оселилася в натюрмортах мистецького характера. Часто палітра уособлення живопису як такого, його неофіційна алегорія. Тому палітра часто присутня в картинах типу «Алегорія живопису» та монументах, присвячених відомим художникам, в творах графіки. Творче захоплення створенням картини могло бути таким сильним, що художник створював чергову картину прямо на палітрі (Піссарро, «Пейзаж на палітрі» тощо).
У 20 столітті палітри видатних художників почали колекціонувати музеї і виставляти поряд з оригіналами митців (палітри Матісса, Пікассо тощо).

## Палітра і жанри мистецтва

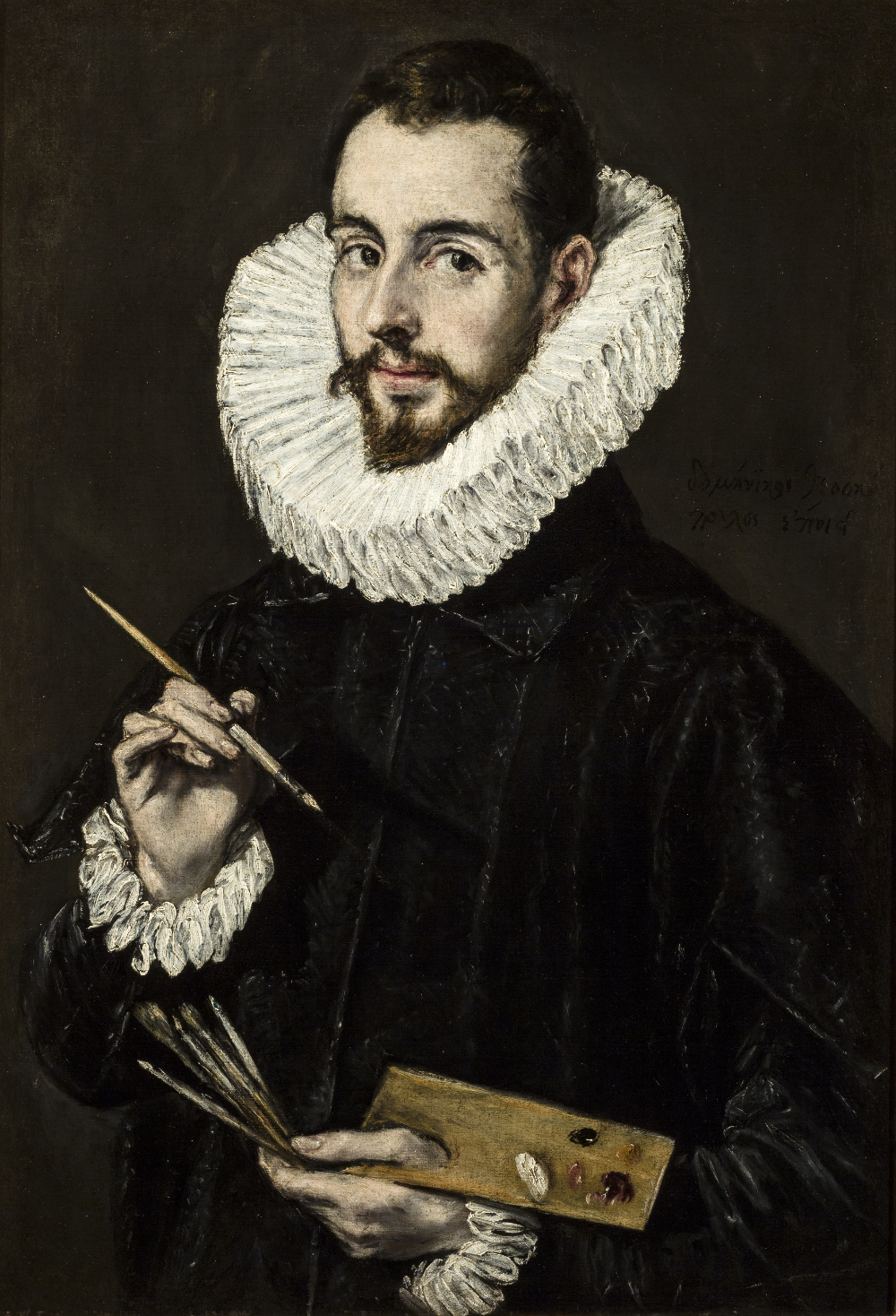
Ель Греко,портрет Хорхе Мануеля Теотокопулоса
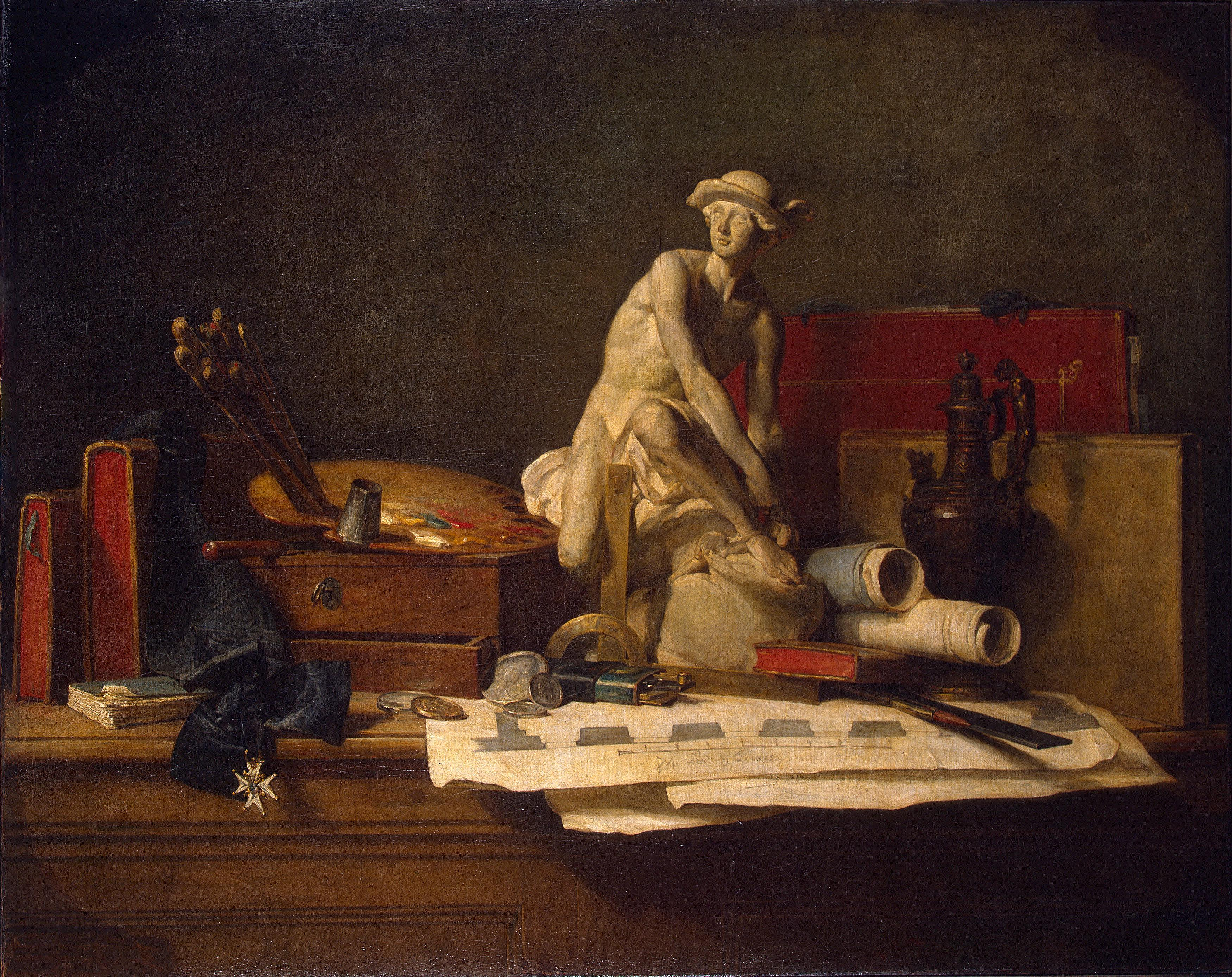
Худ. Шарден. Атрибути мистецтв.
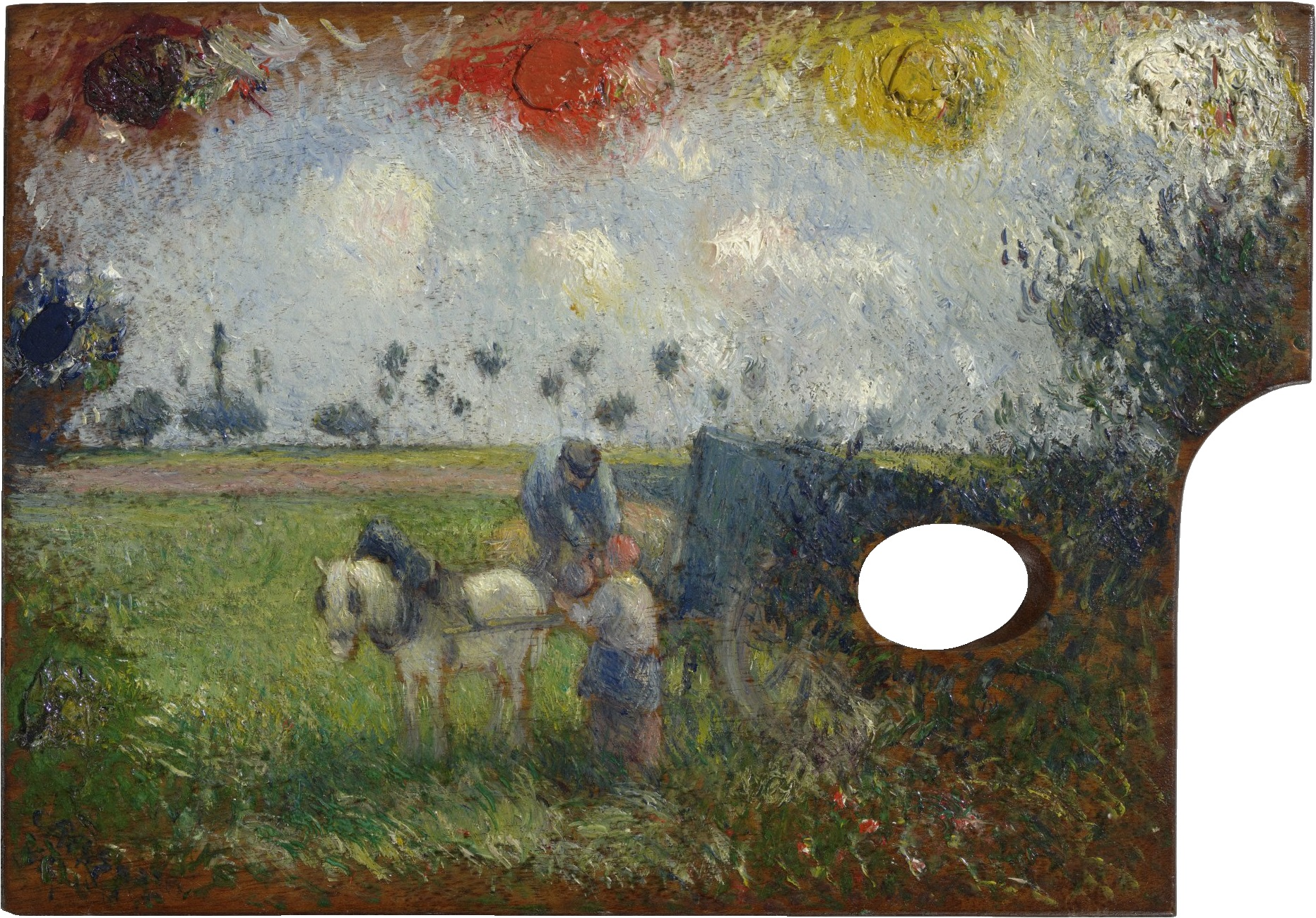
Худ. Каміль Піссарро, пейзаж на палітрі
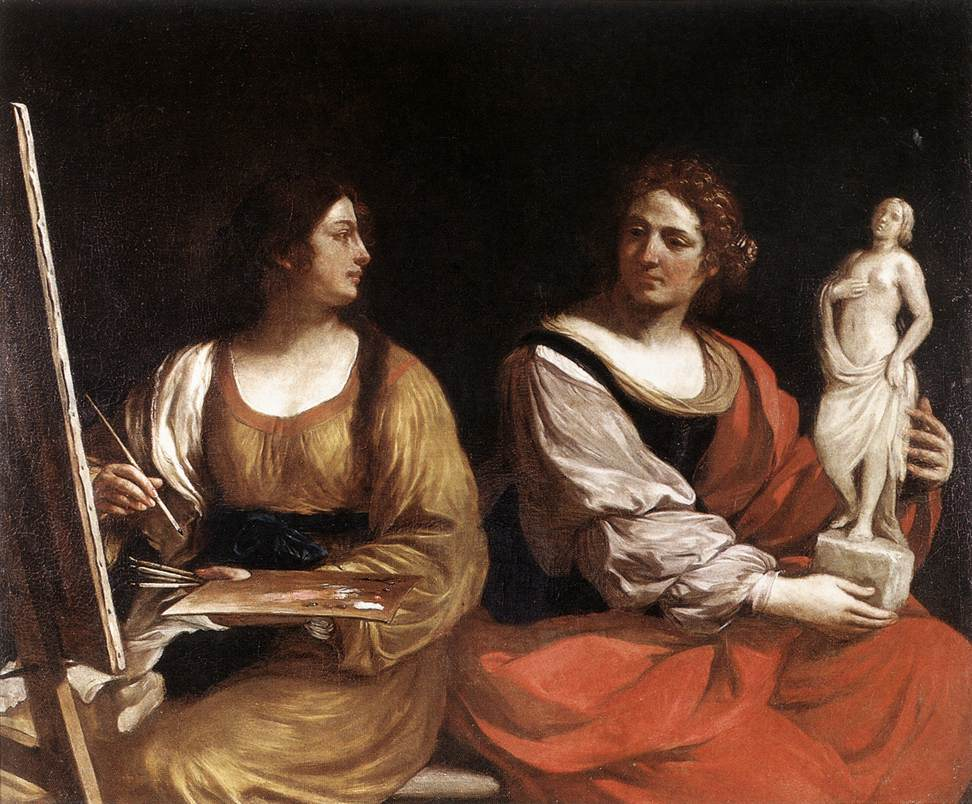
Худ. Гверчіно, Алегорія живопису і скульптури, Рим.

## Автопортрети з палітрою

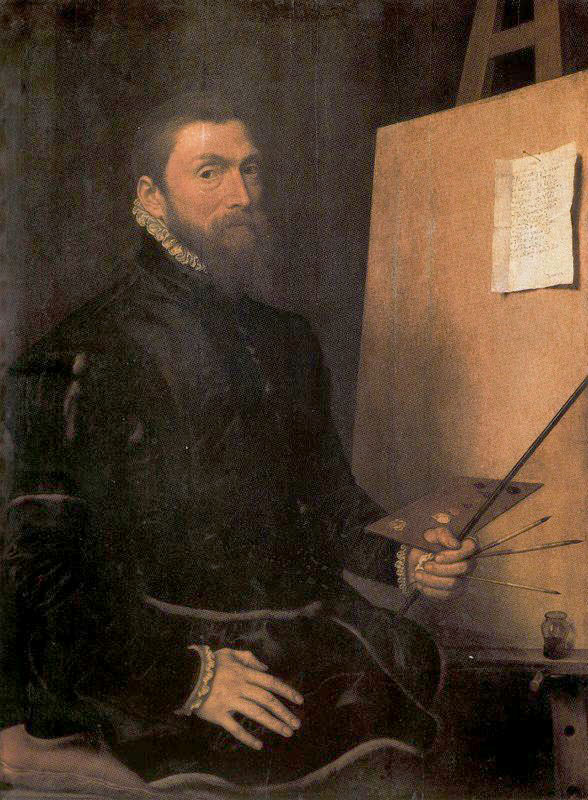
Худ. Антоніс Мор. Автопортрет, 1558, Уффіці.
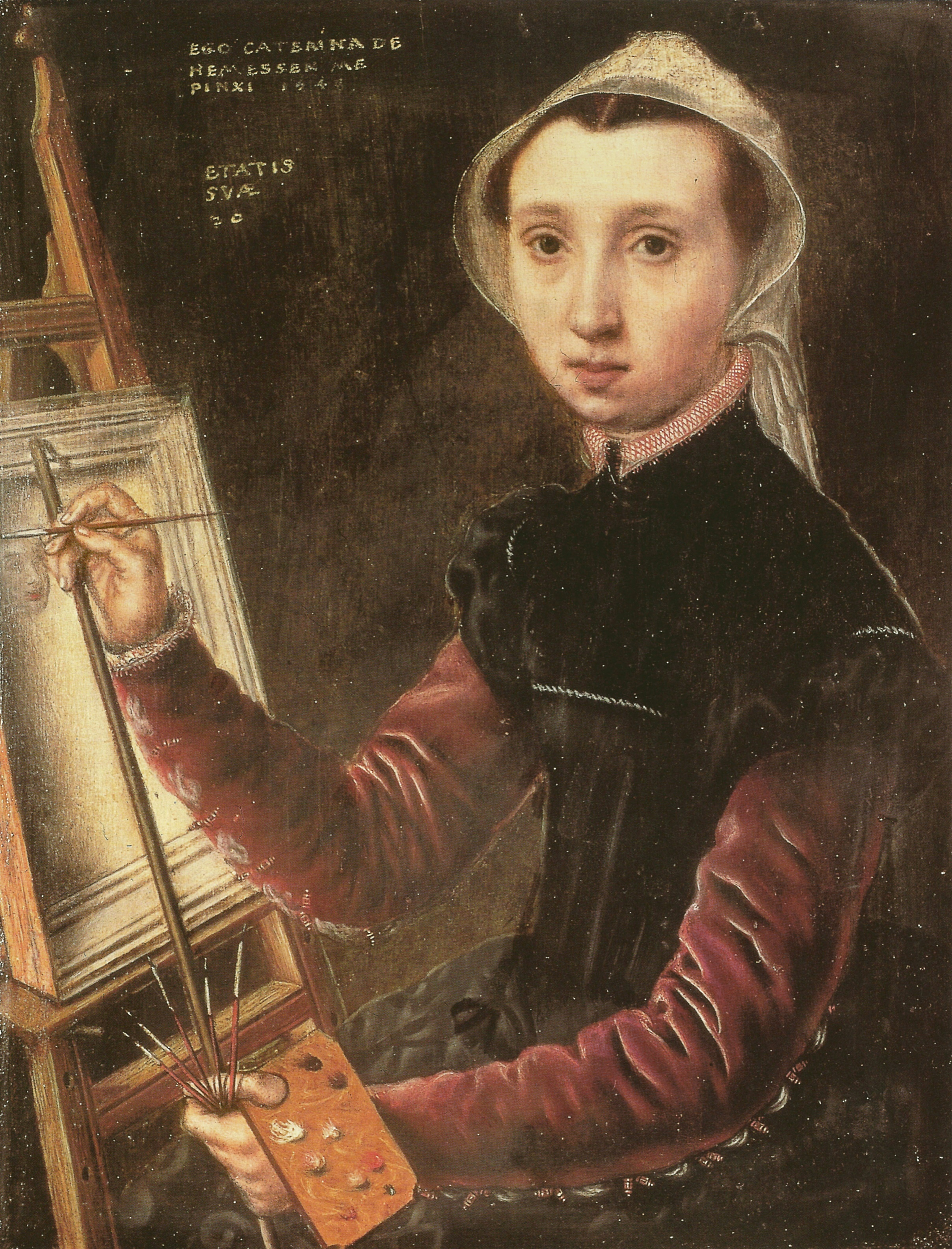
Катерина ван Хемессен , автопортрет, Базель.
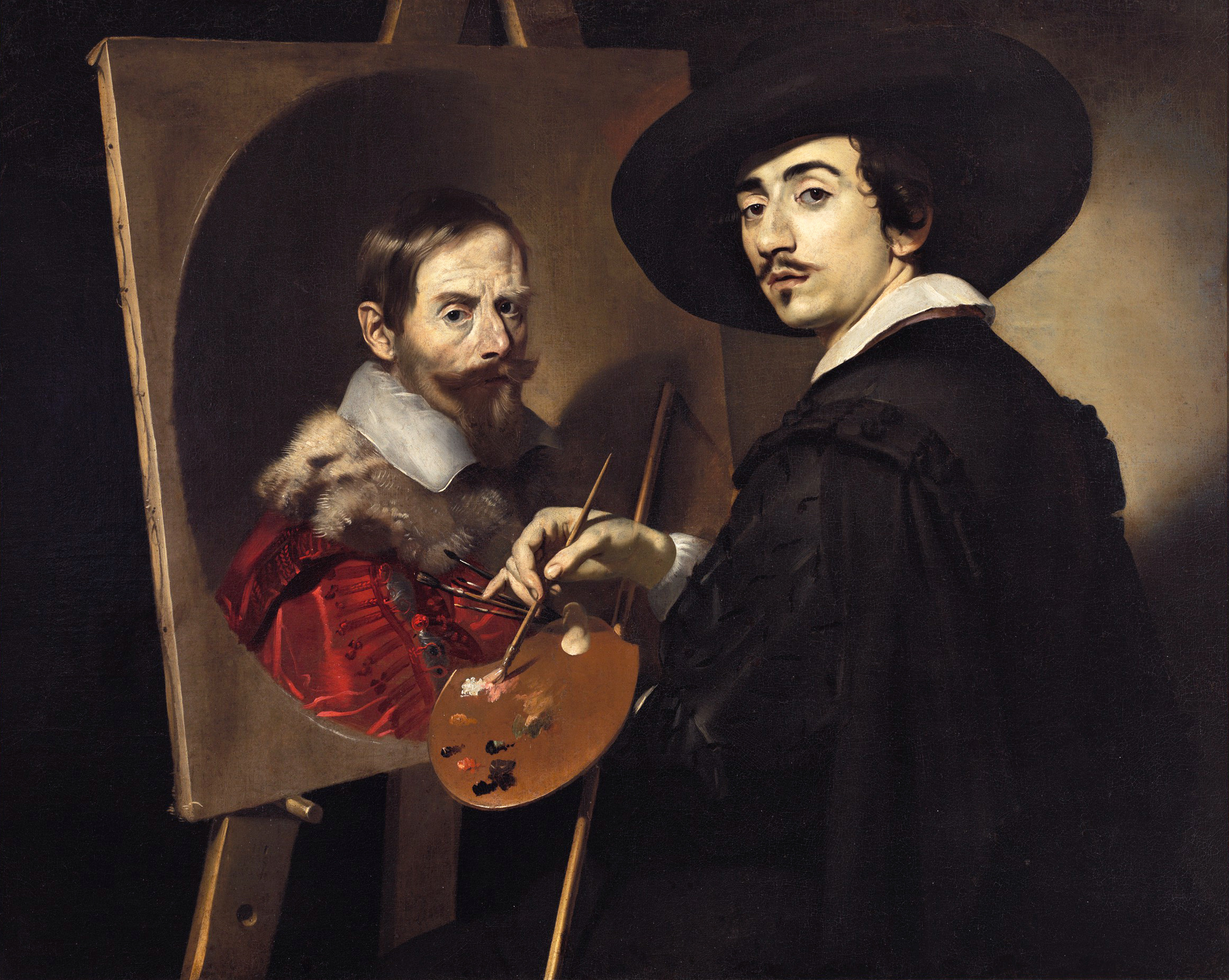
Ніколо Реньєрі,автопортрет, 1623 р.
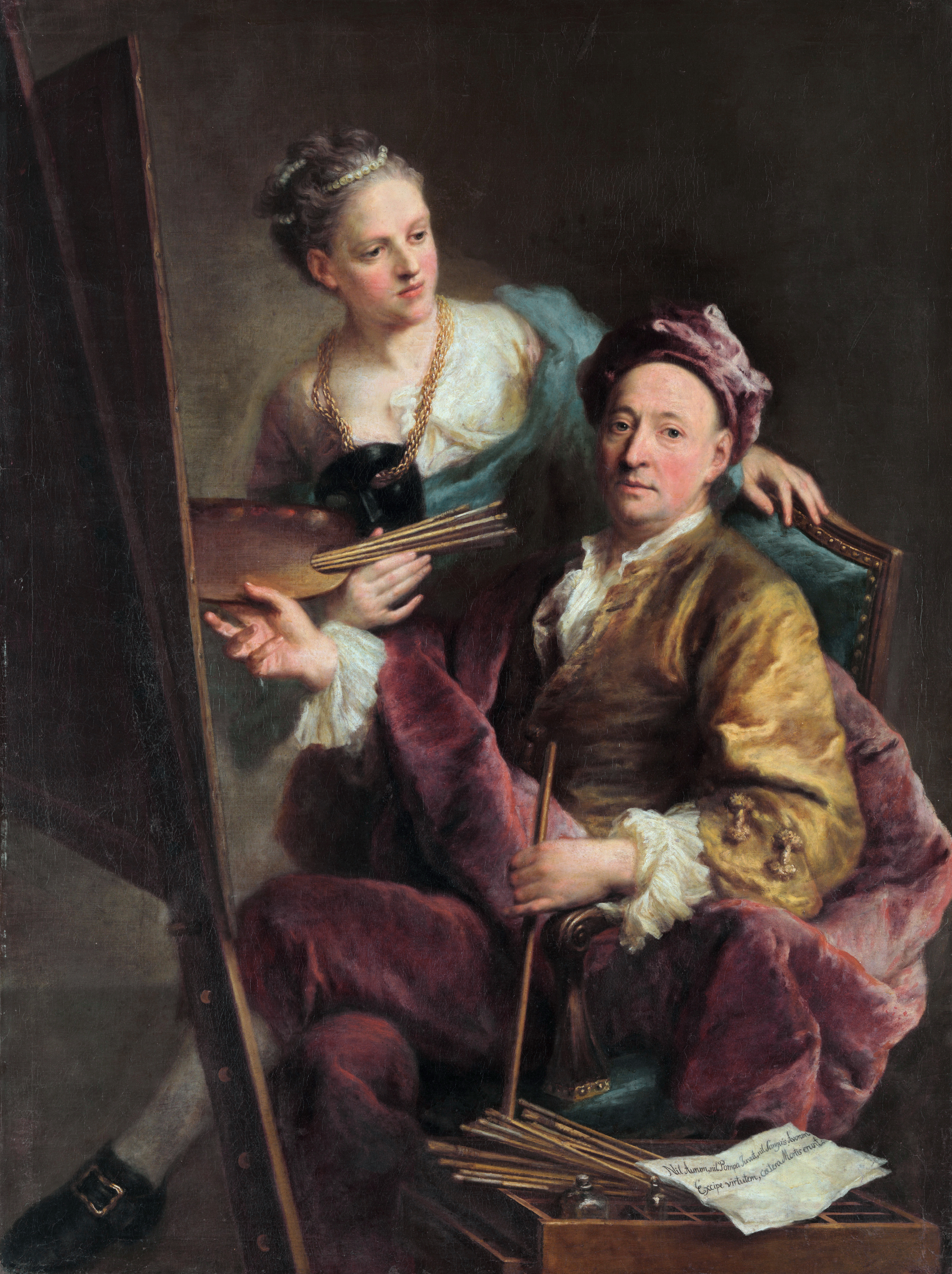
Жорж Десмаре ( George Desmarées ) автопортрет з музою і палітрою

## Палітра і монументи художникам

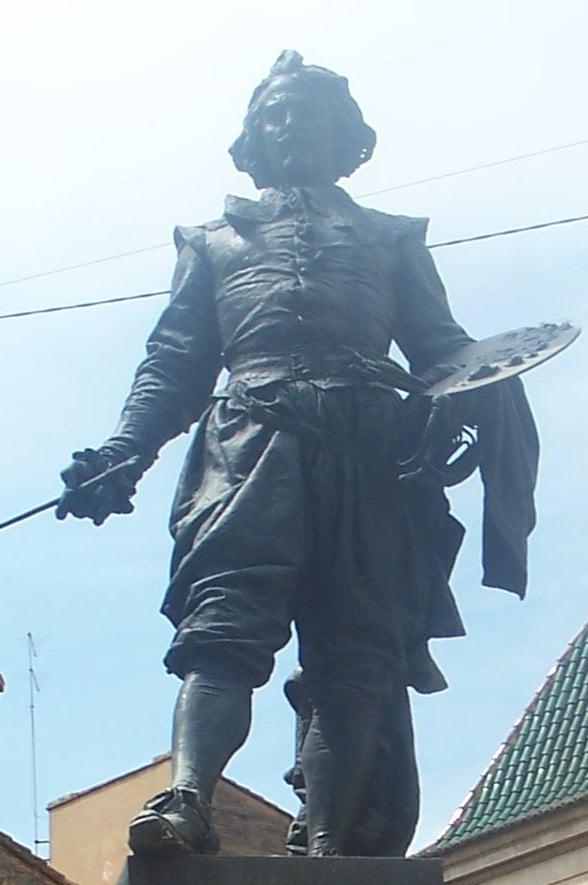
Монумент Хосе де Рібера.
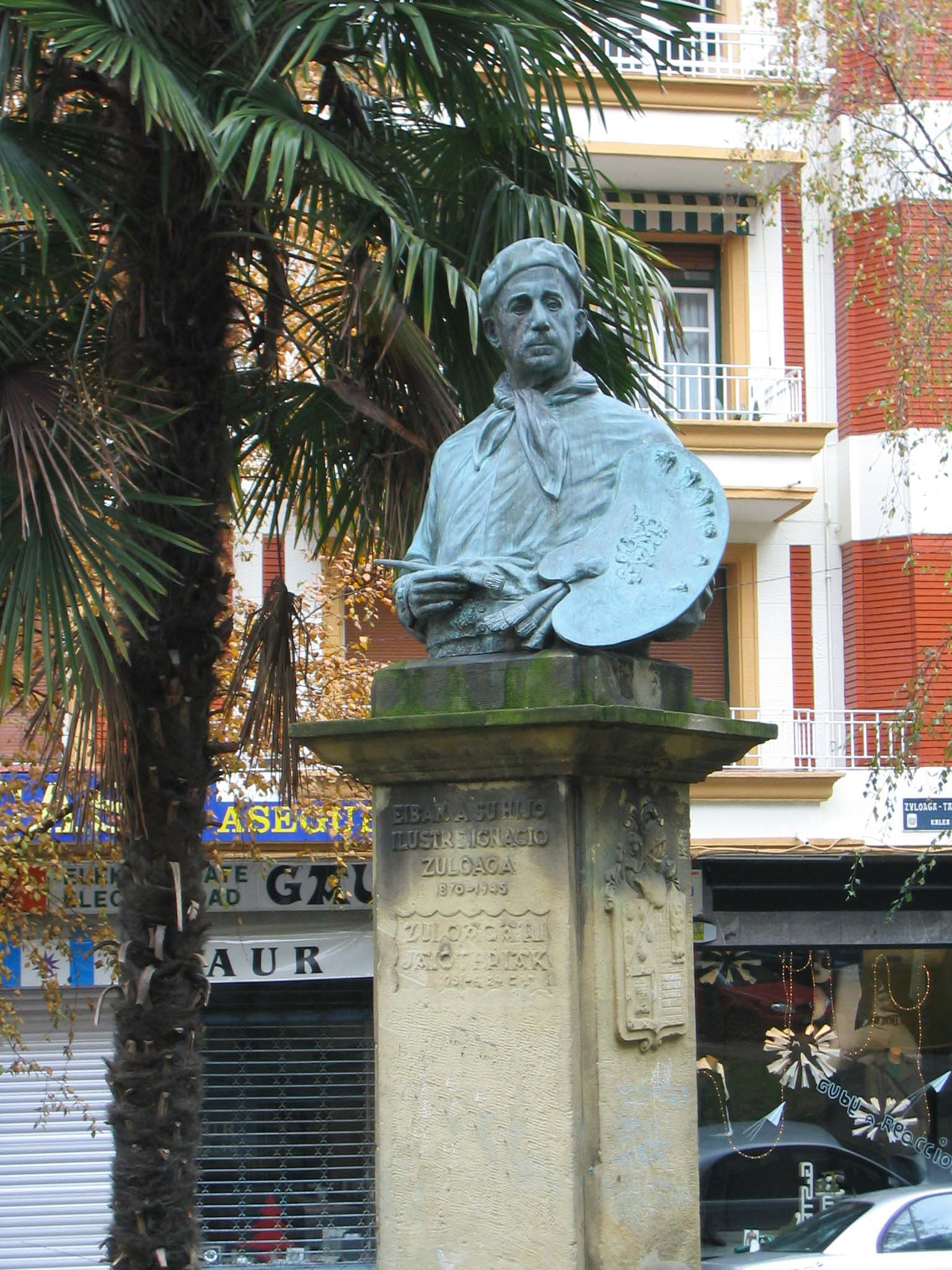
Монумент художнику Сулоага, місто Ейбар.
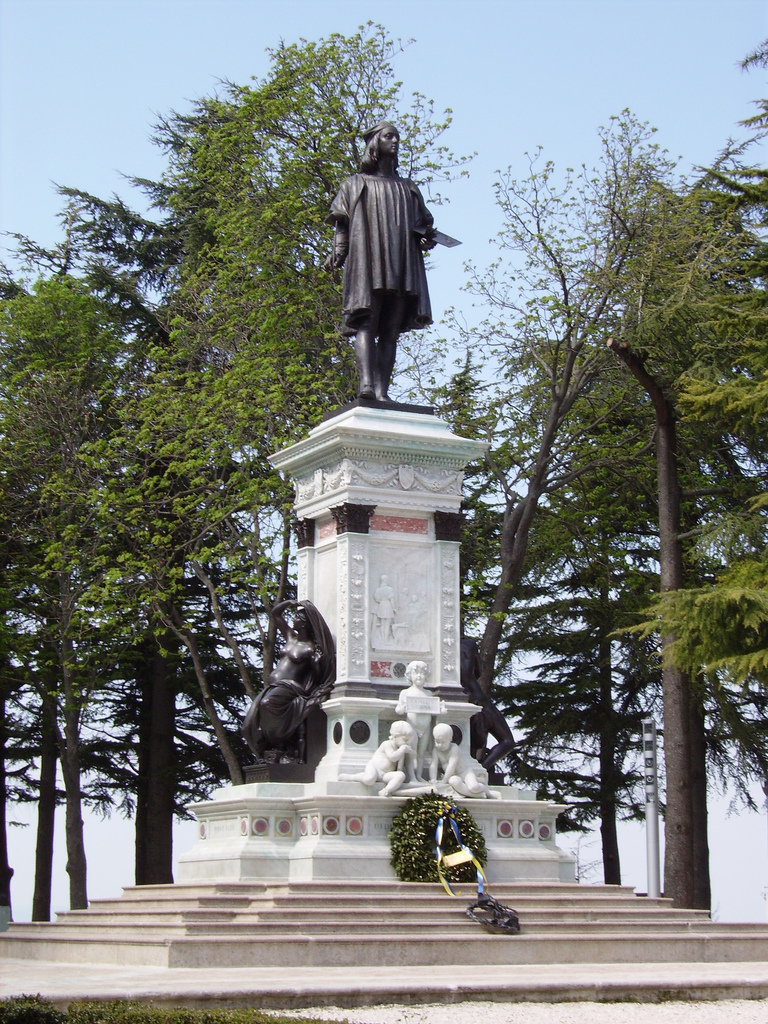
Монумент Рафаелю Санті в Урбіно, Італія